# Malacophagomyia kesselringi
Malacophagomyia kesselringi är en tvåvingeart som beskrevs av Tadao Kano och Guilherme A.M.Lopes 1968. Malacophagomyia kesselringi ingår i släktet Malacophagomyia och familjen köttflugor. Inga underarter finns listade i Catalogue of Life.